# Viburnum prunifolium
Viburnum  prunifolium es una especie de arbusto o pequeño árbol perteneciente a la familia de las adoxáceas es originario de Norteamérica, desde  Connecticut hasta Kansas, y al sur hasta Alabama y Texas.

## Descripción

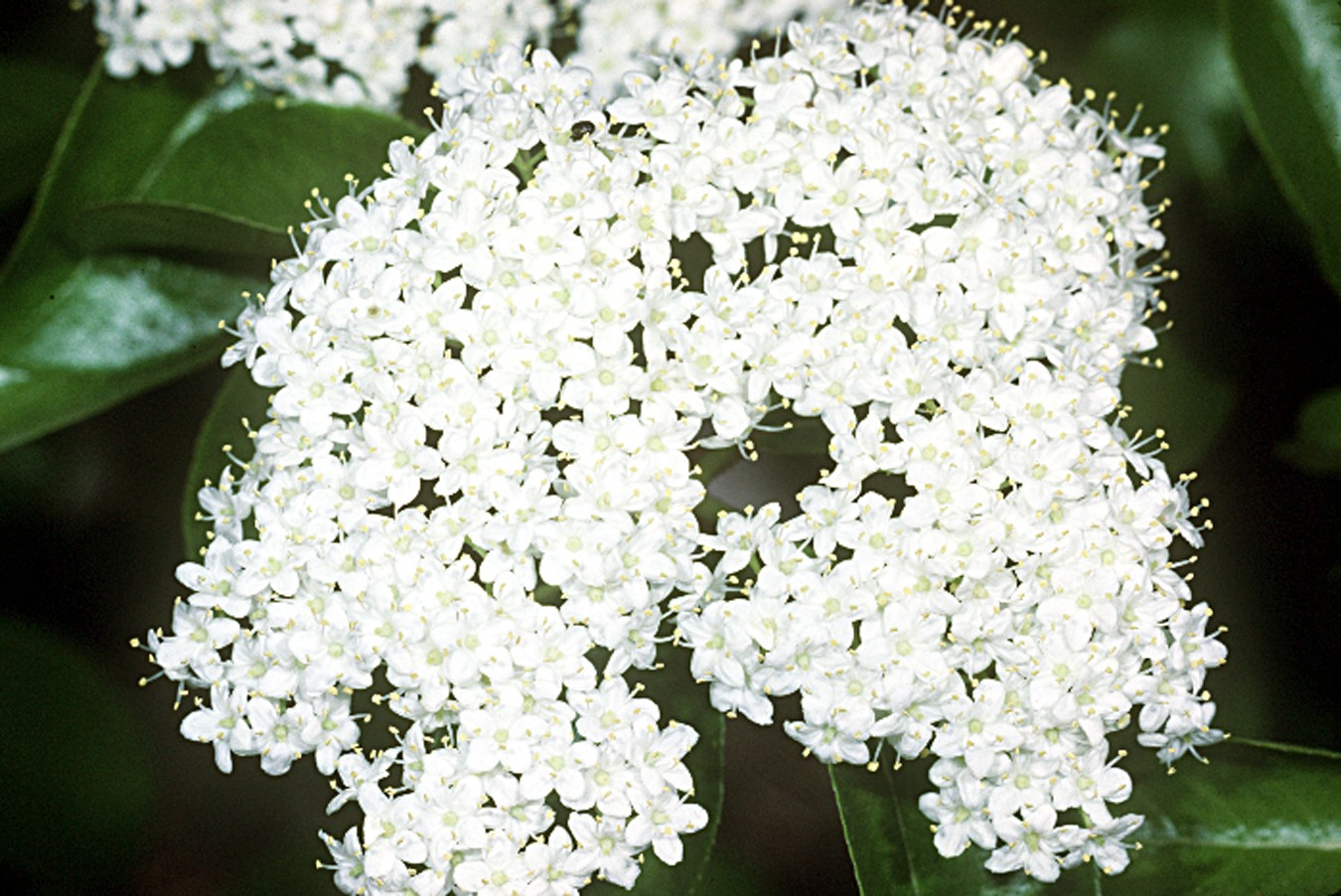
Flores.

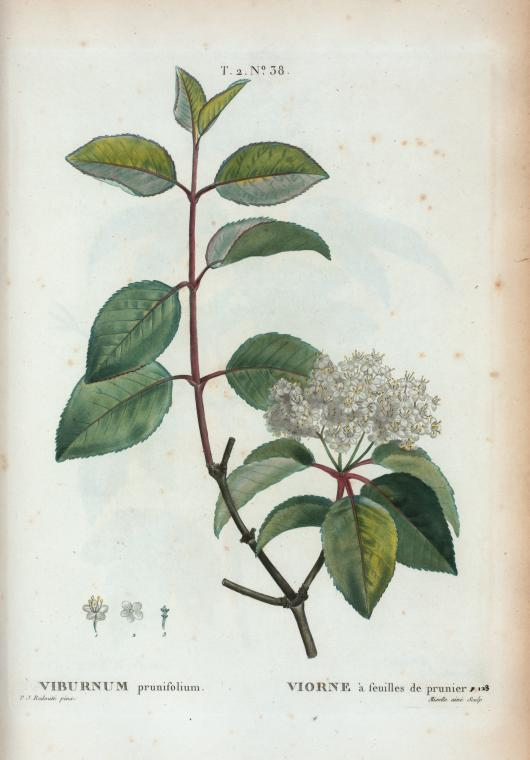
Ilustración

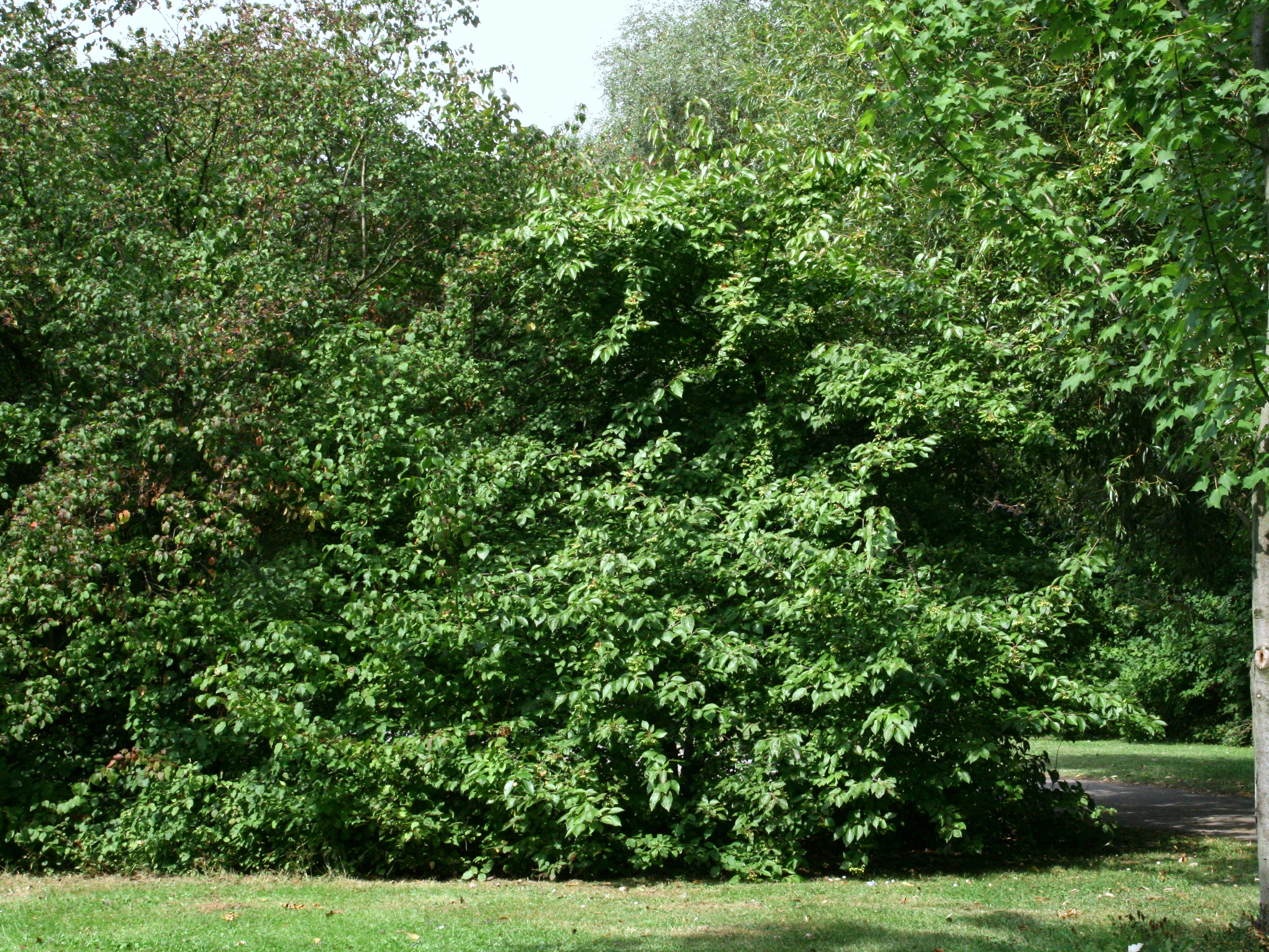
Vista de la planta

Es un arbusto de hoja caduca o pequeño árbol que alcanza los 2,9 m de altura con un tronco corto y robusto y ramas torcidas extendidas; es un arbusto en la región norte de su hábitat, convirtiéndose en un árbol pequeño en el sur de su distribución. Las hojas son simples, de hasta 9 cm de largo y 6 cm de ancho, ovales u orbiculares, de forma redondeada o cerradas en la base. Las hojas son superficialmente similares a algunas especies de Prunus (de ahí, "prunifolium").
Las flores son de color blanco cremoso, con un diámetro de 9 mm, el cáliz es en forma de urna, con cinco de dientes, persistente, la corola es cinco-lobuladas, con lóbulos redondeados, imbricados en el botón; los cinco estambres alternan con los lóbulos de la corola, los filamentos son delgados , las anteras de color amarillo pálido.  Las flores nacen en cimas planas de 10 cm de diámetro en la primavera.  El fruto es una drupa de 1 cm de largo, de color azul oscuro-negro, se mantiene hasta el invierno, cuando se convierte en comestible y en alimento para los pájaros.

## Características

### Usos medicinales
Durante siglos, ha sido utilizado con fines médicos, principalmente para los problemas ginecológicos.  La corteza es la parte de la planta utilizada en los tratamientos.

### Alimenticios
El fruto es consumido por la tribu de los Meskwaki (Mesquakies), quienes consumen la fruta cruda y también la cocinan en mermelada.

### Principios activos
Contienen salicósido, ácidos polifenólicos, flavonoides e indicios de aceite esencial, en una composición parecida al Viburnum opulus L. Se utilizan por sus propiedades tónicas uterinas, sedantes y antiespasmódicas.
Los nativos americanos utilizaron un cocimiento de esta planta para el tratamiento de afecciones ginecológicas, como los cólicos menstruales, ayudar a la recuperación después del parto, y en el tratamiento de los efectos de la menopausia. como un remedio popular, se ha usado para tratar el dolor menstrual, y como preventivo para el aborto. 
Viburnum  prunifolium no está en la "generalmente reconocida como lista segura" de la Food and Drug Administration de EE.UU. (FDA).

## Taxonomía
Viburnum prunifolium fue descrita por (Carlos Linneo y publicado en Species Plantarum 1: 268. 1753.
Etimología
Viburnum: nombre genérico del nombre clásico latino de una especie de este género, Viburnum lantana, llamada el "árbol caminante".
prunifolium: epíteto
Sinonimia
- Viburnum bushii Ashe	[11]